# 하나자와 카나의 혼자서 할 수 있을까?
「하나자와 카나의 혼자서 할 수 있을까?」(花澤香菜のひとりでできるかな?)는 2008년 1월 9일부터 「초!A&G+」에서 방송중인 라디오 방송이다. 퍼스널리티는 「하나자와 카나」(花澤 香菜). 별칭 「히토카나」(ひとかな).

## 방송 개요
퍼스널리티
하나자와 카나 (花澤香菜)
방송시간
- 2008년 1월 9일 ~ 2008년 4월 2일
수요일 19:00 - 20:00（재방송：수요일 24:00 - 25:00、목요일 9:00 - 10:00、14:00 - 15:00、일요일 23:00 - 24:00、월요일 12:00 - 13:00）
- 2008년 4월 9일 ~ 2008년 7월 2일
수요일 20:00 - 21:00（재방송：목요일 10:00 - 11:00、월요일 22:00 - 23:00）
- 2008년 7월 9일 ~ 2008년 10월 1일
수요일 20:00 - 21:00（재방송：목요일 10:00 - 11:00）
- 2008년 10월 8일 ~ 2009년 4월 1일
수요일 20:00 - 21:00（재방송：목요일 10:00 - 11:00、일요일 8:00 - 9:00）
- 2009년 4월 8일 ~ 2009년 9월 30일
수요일 21:00 - 22:00（재방송：목요일 9:00 - 10:00）
- 2009년 10월 7일 ~ 12월 30일
수요일 21:00 - 22:00（재방송：목요일 9:00 - 10:00、토요일 24:00 - 25:00）
- 2010년 1월 6일 ~ 
수요일 21:00 - 22:00（재방송：목요일 9:00 - 10:00）

초!아니멜로（니코니코동화경유 방송）
- 2008년 10월 9일 ~ 2009년 4월 9일
격주 목요일 19:00변경（초!A&G+보다 8일 늦음）

2011년 5월 18일에 88화부터 히비키에서도 방송시작. 본방보다 일주일 늦음.
메일 주소
- dekirukana@joqr.net

오프닝곡
- When You're Smiling (Mark Fisher,Joe Goodwin & Larry Shay) / 야노 사오리(矢野沙織)
- 86회부터 변경 무슨곡인지 모름;

엔딩곡
- My Little Suede Shoes (Charlie Parker) / 야노 사오리(矢野沙織)
- 86회부터 변경 무슨곡인지 모름;

## 코너
카나에 가슴 큥 (香菜に胸キュン！)
청취자로부터 모집한 가슴 큥한 시츄에이션을 소개, 판정한다. 평가의 단위는 큥이지만 명확한 기준은 없다. 최고 5큥까지 존재.
YMO의「너에게, 가슴 큥」(君に、胸キュン。)이 테마 곡. 2009년 2월부터는 TV 애니메이션 「마리아†홀릭」(まりあ†ほりっく)의 엔딩 테마인 「너에게, 가슴 큥」(君に、胸キュン。)도 사용되었다.
기분을 꽉 하게♪  (気持ちをギュっとね♪)
엔딩전에는 늘어지는 하나자와 카나의 기분을 꽉 하게 만드는 코너. 말하기가 어려운 빨리말하기를 3번 연속으로 제대로 말하는지 아닌지를 도전한다.
돌아온 호시이모 프로젝트!
85화부터 재시작. 아직 무엇을 할지 정해지지 않았으며 청쥐자로부터 여러 가지를(캐릭터이름, 설정, 게임화방법등) 모집하고있다. 86화엔 프로젝트발동을 위해 아사누마 신타로가 게스트로 등장.91화에서 다시 드라마cd제작이 결정됐다. 92화에선 토마츠하루카, 타케타츠 아야나, 이구치 유카를 섭외한다고 했다.
나, 하나자와 쥰쨩!(私、花澤潤ちゃん!)
나, 하나자와 쿠라게쨩!이 돌아왔다. 청취자가 하나자와 쥰쨩에게 치유받았던 일, 감명깊었던 일 등을 보내줘 그것을 다시 시연하는 코너. 사실 그냥 보고싶은 웃기는 행동을 보내면 재밌게 시연해준다.
ANIPLEX PRESENT  DJ 카나 뮤직 데스티네이션(アニプレックス プレゼンツ DJ香菜 ミュージック・ディスティネーション)
당신의 귀의 연인(あなたのお耳の恋人) DJ카나가 자신의 싱글 혹은 앨범에 수록되어 있는 곡을 청취자로부터 받은 에피소드와 함께 들려주는 코너. 다분히 홍보의 의도가 보이는 코너이다. 뭐 가끔 오랜만에 듣는 곡들 덕분에 귀가 즐겁다.

## 과거의 코너
oo할 수 있을까? (○○できるかな？), (구：즐겁게 할 수 있을까? (楽しくできるかな？)）
여러 가지에 도전해, 취미나 특기를 발견해가는 코너.
카나의 추천일까? (香菜のおすすめかな？)
최근 읽은 책이나 만화, 애니메이션중에서 추천작품을 소개하는 코너.
어른스런 여성이 될 수있을까? (大人の女性になれるかな？)
어른스런 여성을 목표로 하기 위해, 청취자로부터 퀴즈를 받아, 거기에 대답하는 코너.
제24회 이후는, 어른스런 여성에게 중요한 여러 가지 예의를, 퀴즈 형식으로 배워나가는 코너로 리뉴얼했다.
아아 멋질까나 의성어의 세계 (ああ素晴らしきかな 擬音の世界)
청취자로부터 보내진 상황에 따라, 의성어를 상상하는 코너. 당초에는 보내어진 의성어를 가지고 상황을 상상했지만, 제12회부터 현재의 형식이 되었다.
해결할 수 있을까? (解決できるかな？) （구：고민상담 들어줄까?(お悩み相談のれるかな？)）
가능한 한, 청취자의 고민상담에 답해주는 코너.
카나노래! (かなうた！) （구：카나에게 들어줬으면 할까나?(香菜に聴いてほしいかな？)）
oo할 때에 어울리는 곡을 모집해, 그 안에서 하나자와 카나가 가장 어울린다고 생각한 곡을 고른다.
주식회사 호시이모 프로젝트 (株式会社ほしいもプロジェクト)
하나자와 카나=말린 고구마의 도식을 성립시키기 위해, 어떻게 하면 좋을까를 생각해, 활동하는 코너.
급식 카레는 맛있어 (給食カレーはおいしい)
학창시절을 보내는중 흔히 있던 일을 모집해, 공감해가는 코너.
DJ・KANA의 뮤직 다이어리 (DJ・KANAのミュージックダイアリー)
청취자가 인생에서 처음 구입한 CD와, 에피소드를 모집. 곡을 들으며, 그 곡을 1분간 칭찬한다.
판도라 하트! (パンドラハート！)
기간 한정 코너. 마음속에 있는, 평소에 절대로 말 못할 악마의 부분을 모집해, 소개한다.
oo선생의 시간 (○○先生のお時間)
게스트에게 선생이 되게하여, 수업을 받는 코너. oo에는 게스트의 성(姓)이 들어간다
유행 감정단 (流行鑑定団)
하나자와가 다시 유행할 것 같은 것이나 이제부터 유행할 것 같은 것에 대해, 유행 할지 안할지를 감정해, 판정하는 코너.
카나님의 아르바이트 견문록 (香菜様のアルバイト見聞録)
청취자는 신입집사가 되어, 하나자와 가(家)의 아가씨 카나님이 아르바이트를 할 생각이 들지 않도록, 아르바이트의 슬픈 이야기, 힘든 이야기, 무서운 이야기 등을 모집.
히토카나 아카데미 (ひとかなアカデミー)
매회, 10문제씩 하나자와 카나에게 퀴즈를 풀게하여 얼마나 하나자와 카나가 일반 상식이 있는가를 묻는 코너. 말하자면 상식퀴즈.
코바토 힘낼게요!! (こばと。がんばります！！)
곤란한 일이나, 해결해 주었으면 하는 일을 모집해, 하나자와가 몸을 던져 해결하는 코너.
결과에 따라 별사탕을 획득해, 병이 가득차면 온천에 갈 수가 있다.
하지만 전 프로듀서와의 약속이라며 대신 82화에서 뽑기를 하여 당첨되면 갈수있었지만 실패.
저, 하나자와 쿠라게쨩 (私、花澤海月ちゃん)
예전엔 해파리와 같은 치유계였던 하나자와 카나를 떠올리기 위해 세워진 코너. 청취자들로부터 보내진, 하나자와에게 치유되어버린 에피소드를, 실연하면서 떠올리자고 하는 기획. 별칭 「피보는 코너」. 매회, 「저, 하나자와 쿠라게쨩」의 한마디로 끝난다. 85회에서 종료.
칼럼니스트 카나
88화부터 시작. 카나짱이 제시한 화제에 대해서 칼럼의신(독자)이 이야기를 만들어서 보내주는코너.
똑같은거잖아!! (おんなじやつや!!)
두 상황이 비슷한 것을 보내주면 하나자와 카나가 똑같은 것인지 아닌지를 판별해 '똑같은거잖아!!'를 외치게 만들면 성공. 어느날 '카나에 가슴 큥(香菜に胸キュン！)' 코너에서 보내온 사연들이 모두 비슷하게 여자애들이 말도 안되게 들이대는 설정이어서 외쳤던 '똑같은거잖아!!'(おんなじやつや!!)에서 유래. 지금도 징글로 가끔 나온다.
하나자와 명인의 슈워치 역도장깨기 (花澤名人のシュウォッチ逆道場破り)
슈워치연타횟수 10초에 181번이라는 경이적인 기록을 가지고 있는 하나자와 명인. 그 숫자를 깰 수 있도록 도전할 사람을 맘대로 붙잡아서 강제로 슈워치를 10초간 연타시키는 코너. 도전자는 연타한 횟수(초)만큼 홍보를 할 수 있다. 2011년 1월 19일 방송에서 사쿠라 아야네(佐倉綾音)가 10초에 210번의 신기록을 세워서 코너가 종료되고 대신 '유랑하는 슈워치 좋아하는 성우 하나자와 카나의 사쿠라 도장깨기 (流浪のシュウォッチ大好き声優花澤香菜の佐倉道場破り)'라는 코너가 신설됐다. 다시 제89회에서 슈퍼슈워치(버튼이 4개)를 이용하여 238회/10초 라는 기록으로 사쿠라 아야네의 기록을 깨서 다시 코너명이 돌아왔다.(꼼수긴 하지만;)

## 게스트
- 2008년 4월 30일（제9회） - 츠지 아유미 (辻あゆみ)
- 2008년 6월 25일（제13회） - 아사누마 신타로 (浅沼晋太郎)
- 2008년 7월 23일（제15회） - 키타무라 에리 (喜多村英梨)
- 2008년 8월 20일（제17회） - 토마츠 하루카 (戸松遥)
- 2008년 9월 17일（제19회） - micc
- 2008년 12월 24일（제26회） - 토마츠 하루카 (戸松遥)、야하기 사유리 (矢作紗友里)（영상 방송）
- 2009년 3월 21일（in TAF2009） - 나카오 에리 (中尾衣里)（영상 방송）
- 2009년 4월 29일（제35회） - 카와스미 아야코 (川澄綾子)
- 2009년 5월 27일（제37회） - 하야미 사오리 (早見沙織)
- 2009년 7월 8일（제40회） - 이구치 유카 (井口裕香)
- 2009년 11월 11일（제49회） - 이구치 유카 (井口裕香)
- 2009년 12월 23일（제52회） - 토마츠 하루카 (戸松遥)、야하기 사유리 (矢作紗友里)（영상 방송）
- 2010년 2월 17일（제56회） - 나카오 에리 (中尾衣里)
- 2010년 10월 13일（제73회） - 카타야마 카즈요시감독 (片山一良)
- 2010년 12월 22일（제78회） - 토마츠 하루카 (戸松遥)、야하기 사유리 (矢作紗友里)（영상 방송）
- 2011년 2월 16일（제82회） - 타케타츠 아야나 (竹達彩奈)
- 2011년 4월 13일（제86회） - 아사누마 신타로(호시이모 프로젝트차)
- 2011년 7월 20일 (제93회) - 田中文啓 (돌아왔다 호시이모 프로젝트 게스트)
- 2011년 9월 28일 (제98회) - 시모노 히로 (下野紘)
- 2011년 12월 21일 (제104회) - 토마츠 하루카 (戸松遥), 야하기 사유리 (矢作紗友里) (영상 방송)
- 2012년 2월 15일 (제108회) - 히카사 요코 (日笠陽子)
- 2012년 7월 18일 (제119회) - 우치야마 유미 (内山夕実)
- 2012년 12월 19일 (제130회) - 토마츠 하루카 (戸松遥), 야하기 사유리 (矢作紗友里) (영상 방송)
- 2013년 2월 27일 (제135회) - 오구라 유이 (小倉唯)
- 2013년 5월 22일 (제141회) - 신카이 마코토 (新海誠) (영화 '언어의 정원' 홍보차)
- 2013년 9월 25일 (제150회) - 나카오 에리 (中尾衣里)
- 2013년 10월 9일 (제151회) - 사쿠라 아야네 (佐倉綾音)
- 2013년 11월 6일 (제153회) - 노토 마미코 (能登麻美子)
- 2013년 12월 4일 (제155회) - 아케사카 사토미 (明坂聡美), 이시하라 카오리 (石原夏織)
- 2013년 12월 18일 (제156회) - 토마츠 하루카 (戸松遥), 야하기 사유리 (矢作紗友里) (영상 방송)

### 「슛워치 역 도장깨기」도전자
하나자와 카나의 기록은 181회이다. 89회에서 슈퍼슈웟치(버튼4개)를 사용 238회로 다시 명인에 복귀.
| 도전자            | 기록 | 방송（날짜/회）            |
| ----------------- | ---- | -------------------------- |
| 산페이 유코       | 104  | 2010년 4월 14일（제60회）  |
| 시모다 아사미     | 104  | 2010년 4월 28일（제61회）  |
| 코바야시 유우     | 8    | 2010년 5월 12일（제62회）  |
| 와시자키 타케시   | 103  | 2010년 5월 26일（제63회）  |
| 나카지마 메구미   | 64   | 2010년 6월 9일（제64회）   |
| 아사노 마스미     | 39   | 2010년 6월 23일（제65회）  |
| angela            | 139  | 2010년 7월 7일（제66회）   |
| 히카사 요코       | 86   | 2010년 7월 21일（제67회）  |
| 스기타 토모카즈   | 59   | 2010년 8월 4일（제68회）   |
| 히로하시 료       | 88   | 2010년 8월 18일（제69회）  |
| 이토 카나에       | 129  | 2010년 9월 1일（제70회）   |
| 히라노 아야       | 61   | 2010년 9월 15일（제71회）  |
| 오노 다이스케     | 165  | 2010년 9월 29일（제72회）  |
| 하타 아키         | 83   | 2010년 10월 13일（제73회） |
| 카타야마 카즈요시 | 69   | 2010년 10월 13일（제73회） |
| 테라모토 유키카   | 129  | 2010년 10월 27일（제74회） |
| 타케타츠 아야나   | 115  | 2010년 11월 10일（제75회） |
| 난리 유카         | 136  | 2010년 11월 24일（제76회） |
| 아스미 카나       | 63   | 2010년 12월 8일（제77회）  |
| azusa             | 130  | 2011년 1월 5일（제79회）   |
| 사쿠라 아야네     | 210  | 2011년 1월 19일（제80회）  |
| 요시다 히토미     | 183  | 2011년 6월 22일（제91회）  |
| 카네모토 히사코   | 80   | 2011년 7월 6일（제92회）   |

### 「사쿠라 도장 깨기」도전자
80회에서 사쿠라 아야네가 210회로 하나자와카나의 기존기록 181회를 넘어 사쿠라명인이 됨으로써 기존 코너구성에더해 매회 하나자와 카나가 사쿠라 도장 깨기에 도전한다.
| 도전자                                  | 기록 | 카나기록 | 방송（날짜/회）           |
| --------------------------------------- | ---- | -------- | ------------------------- |
| 쿠로사키 마온                           | 160  | 143      | 2011년 3월 2일（제83회）  |
| 나카무라 에리코                         | 86   | 104      | 2011년 3월 16일（제84회） |
| 탄게 사쿠라                             | 51   | 201      | 2011년 3월 30일（제85회） |
| 오구라 유이,이시하라 카오리(유이카오리) | 111  | 149      | 2011년 4월 13일（제86회)  |
| 하야미 사오리                           | 115  | 188      | 2011년 4월 27일（제87회） |
| 타카하시 미카코                         | 210  | 140      | 2011년 5월 11일（제88회） |
| 카네다 토모코                           | 63   | 238      | 2011년 5월 25일（제89회） |

## 에피소드
- 2008년 12월 24일 (제26회) 크리스마스특집 동영상방송. 게스트 : 토마츠 하루카, 야하기 사유리
- 2009년 1월 7일 (제27회) 방송은 신년 첫방송이자, 동영상으로 방송되었다. 하나자와 카나는 붉은 기모노를 입고, 정월에 따른 신년음식이나 신춘휘호[4]

같은 코너가 진행되었다.
- 2009년 2월 18일 (제30회) 방송에서, 2월 25일에 생일을 맞이한 하나자와 카나의 생일 스페셜이 방송되었다 (영상 방송). 방송에서는 「호시이모[1] 파라다이스」로 호시 이모코 역을 맡은 나카오 에리가 녹음 코멘트로 진행역을 맡는 다거나, 생일 축하 코멘트가 노토 마미코, 사토 리나, 아사누마 신타로, 코바야시 오사무감독 (일러스트레이터), 히라이케 요시마사감독, 야마모토 유타카감독, 치이 타케오 (하나자와 카나가 치이 산보의 열광적인 팬)으로부터 보내져 왔다.
- 2009년 3월 21일 도쿄 애니메페어 공개방송. 동영상방송. 게스트 : 나카오 에리
- 2009년 4월 15일 (제34회) 도이쯔무라(독일마을)로케. 동영상방송.
- 2009년 8월 19일 (제43회) 카나산보. 동영상방송.
- 2009년 11월 25일 (제50회) 방송에서는, 50회 기념 방송을 방송했다. 특별기획 「하나자와 카나의 혼자서 할 수 있을까? 방송 50회 기념! 카나와 모두의 보물상자」라고 이름지어 지금까지의 방송을 돌아보고, 축하 코멘트가 방송 초대 프로듀서를 시작으로, 수록을 했었던 도쿄 독일촌과 산겐 다실안의 상점가, 그리고 치이 타케오에게서도 도착했다.
- 2009년 12월 23일 (제52회) 크리스마스특집 동영상방송. 게스트 : 토마츠 하루카, 야하기 사유리
- 2010년 12월 22일 (제78회) 크리스마스특집 동영상방송. 게스트 : 토마츠 하루카, 야하기 사유리
- 2011년 2월 16일 (제82회) 생일특집방송. 동영상은 없음. 게스트 : 타케타츠 아야나
- 2011년 10월 26일 (제 100회) 100회 특집 동영상 방송. 게스트는 없음.

## 호시이모 파라다이스 ~ 건물(乾物)을 넘은 사랑
주식회사 호시이모 프로젝트기획의 라디오 드라마. 일러스트・감독은 하나자와 카나.
이 기획에는, 하나자와의 사무소의 선배인 노토 마미코나 나카오 에리, 타치키 후미히코도 참가하고있다.
캐스트
- 호시 이모코 (干し芋子)：나카오 에리
- 반노우 네기오 (万能ネギ夫)：시모노 히로
- 도라이 토마코 (ドライトマ子)：츠지 아유미
- 사야 엔도 (サヤ･エンドウ)：엔도 아야
- 레즌 대통령 (レーズン大統領)：타치키 후미히코
- 나레이션：노토 마미코

## 연관 방송
- 하나자와 카나의 여기서 괜찮을까? (花澤香菜のここでいいのかな?)(2008년2월 9일 - 2월 23일、「A&G 초RADIO SHOW〜아니스파!〜」내부 코너、전3회)

コーナー
- 「급식 카레는 맛있어」(給食カレーはおいしい) - 하나자와 카나의 혼자서 할 수 있을까?에서 이어졌다

- 하나자와 카나의 역시 여기서 괜찮을까? (花澤香菜のやっぱりここでいいのかな?) (2008년 9월 6일 - 10월 25일、「A&G 초RADIO SHOW〜아니스파!〜」내부 코너、전7회)

※ 9월 27일은 야구 중계 연장으로 코너가 쉬었다.
※ 10월 4일부터 1개월한정으로 아키타 방송, 나가사키 방송, 이바라키 방송에서 방송되었다
코너
- 「화려하게 논파 할 수 있을까?」 (華麗に論破できるかな？)

매회 테마에 따른 의견을 모집해, 토론 대결을 펼친다.
에피소드
- 9월 20일의 방송에선, 지난주 분의 방송내용이 방송되었다고 하는 방송사고가 일어났다. 덧붙여 초!A&G+에선 재방송시에 본래의 방송내용으로 수정되었다.

## 같이 보기
- 라디오 "문학소녀" ~한밤 중의 문예부~ - 구성 이외의 스태프가 같다.

이 방송의 구성은 「모리나가 리카의 아웃로 라디오」・「카네다 토모코・야스무라 마코토의 에어 라디오」등을 담당한 코바야시 요우헤이가 담당.